# Сургай, Николай Сафонович
Николай Сафонович Сургай (20 ноября 1933 — 26 декабря 2009) — директор Государственного научно-исследовательского, проектно-конструкторского и проектного института угольной промышленности «УкрНИИпроект», г. Киев, Герой Украины (2003).
Участник ликвидации аварии на Чернобыльской АЭС. Государственный служащий 1-го ранга (1994).

## Биография
Родился 20 ноября 1933 года в селе Любовка Краснокутского района Харьковской области в семье колхозников. Украинец.
Умер 26 декабря 2009 года. Похоронен на Новоигнатьевском кладбище г. Донецка.

### Образование
- Харьковский горный техникум (1949−1953).
- Высшие инженерные курсы при Донецком политехническом институте (1959), горный инженер.
- Кандидатская диссертация «Разработка и реализация перспективных программ развития угольной промышленности Украины» (в форме научного доклада, 1993).
- Докторская диссертация «Методологические основы обеспечения надёжности функционирования угольной шахты как единого технологического комплекса с компьютеризированной системой управления» (Институт геотехнической механики НАНУ, 2002).
- Доктор технических наук (2003), профессор. Автор около 160 научных работ.

### Деятельность
- С 1953 — горный мастер, заместитель начальника, начальник участка, шахта им. газеты «Правда» комбината «Донецкуголь».
- 1959−1963 — начальник участка, директор, шахта «Восточная».
- 1963−1966 — директор, шахта «Заперевальная».
- 1966−1978 — руководитель, трест «Пролетарскуголь»; заместитель начальника, комбинат «Донецкуголь».
- С 03.1978 — генеральный директор, объединение «Донецкуголь».
- 1982−1985 — 1-й заместитель министра, в 1985−1987 — министр угольной промышленности УССР.
- 1987−1990 — генеральный директор «Донецкгосуглепром», начальник головного территориального управления угольной промышленности.
- С 03.1990 — 1-й заместитель Председателя, Государственный комитет УССР по надзору за безопасным ведением работ в промышленности и горного надзора.
- 07.1990−11.1994 — Председатель, Государственный комитет Украины угольной промышленности.
- 1994−1998 — народный депутат Украины.
- С 1998 — директор Государственного научно-исследовательского, проектно-конструкторского и проектного института угольной промышленности «УкрНИИпроект».

## Награды и заслуги
- Герой Украины (с вручением ордена Державы, 20.11.2003 — за выдающиеся личные заслуги перед Украинским государством в развитии угольной промышленности, многолетнюю плодотворную научную и общественно-политическую деятельность)[4].
- Награждён советскими орденами Ленина (1981), Октябрьской Революции (1986), Трудового Красного Знамени (1966, 1971), «Знак Почёта» (1976), а также украинскими орденами «За заслуги» III (12.2001)[5] и II (11.2008)[6] степеней.
- Лауреат Государственной премии Украины в области науки и техники (2002).
- Знаки «Шахтёрская слава» ІІІ, ІІ, І степеней, «Шахтёрская доблесть» ІІІ, ІІ, І степеней.
- Заслуженный шахтёр УССР (1979).
- Почётная грамота Президиума Верховного Совета УССР (1983).
- Почётные грамоты Кабинета Министров Украины (11.1998, 08.2004).
- Почётный работник угольной промышленности.
- Почётный гражданин городов Донецк и Снежное.